# Манкевич, Том
Томас Френсис Манкевич (англ. Thomas Francis Mankiewicz; 1 июня 1942, Лос-Анджелес, Калифорния — 31 июля 2010, Лос-Анджелес, США) — американский кинодраматург.

## Биография
Его родителями были американская актриса австрийско-еврейского происхождения Роза Страднер (англ. Rose Stradner) и знаменитый американский режиссёр и кинодраматург, сын немецко-еврейских иммигрантов Джозеф Лео Манкевич. В 1950-м Джозеф Манкевич, получивший за два года четыре 'Оскара' за фильмы 'Всё о Еве' и 'Письмо трём жёнам', решил вместе с семьей переехать в Нью-Йорк, где он вырос.
Том Манкевич учился в престижной школе-интернате, после чего поступил в драматическую школу Йельского университета (англ. Yale School of Drama) и окончил его в 1963 году. Во время каникул работал в летнем театре в Массачусетсе, пробуя себя и как актёр, и как постановщик. В 1961 году Манкевич получил свою первую работу в кино — его наняли третьим помощником режиссёра на съёмках вестерна Команчерос, а в 1964-м Том поработал над фильмом Самый достойный, экранизацией одноимённого бродвейского мюзикла.
Его первым оригинальным сценарием стал 'Пожалуйста', рассказывающий о последних минутах жизни молодой актрисы перед самоубийством. Сценарий рассматривали на трёх студиях, фильм по нему так и не был снят, но Манкевич был признан талантливым кинодраматургом и стал получать предложения о работе.
В 1967 году Манкевич объединил усилия с другом и создал телевизионную программу, посвященную Нэнси Синатре, пользовавшейся тогда огромной популярностью. Участие в ней приняли Фрэнк Синатра, Дин Мартин и Ли Хезлвуд. Одновременно с этим кинокомпания '20th Century Fox' предложила Манкевичу стать ведущим сценаристом драмы Приятная поездка о калифорнийских серферах, причём одну из главных ролей исполнила юная Жаклин Биссет.
После этого Манкевич короткое время работал на Бродвее, где на одном из представлений оказался продюсер фильмов о Джеймсе Бонде Альберт Брокколи. Он как раз искал талантливого сценариста для съёмок фильма 'Бриллианты навсегда' в надежде заманить назад Шона Коннери. Манкевич с задачей справился просто превосходно, и с этого начались его долгие отношения с 'бондианой'. Манкевич работал на производстве фильмов 'Живи и дай умереть', 'Человек с золотым пистолетом', 'Шпион, который меня любил' и 'Лунный гонщик'.
В 1977 году режиссёр Ричард Доннер был нанят для съёмок 'Супермена' и его продолжения. В то время сценарий представлял собой гору разрозненного материала в несколько сотен страниц, которые не влезли бы и в пять фильмов. Режиссёр принёс все это Тому Манкевичу, и тот превратил кипу набросков в сценарий популярного блокбастера.
В 2006 году кинематографический колледж при Чепменском университете предложил Манкевичу преподавать курс кинематографии аспирантам, и режиссёр согласился.
На протяжении восьми лет у режиссёра был дом в Кении. Он входил в совет директоров располагавшегося там Фонда дикой природы Уильяма Холдена (William Holden Wildlife Foundation). Последние десять лет Манкевич был тесно связан с зоопарком Лос-Анджелеса. Кроме того, Манкевич разводил чистокровных скаковых лошадей и входил в совет директоров Ассоциации коннозаводчиков Калифорнии (англ. Thoroughbred Owners of California). Он принимал активное участие в делах Гильдии сценаристов (Writers Guild of America, West) и Гильдии режиссёров США) и был членом совета управляющих Академии кинематографических искусств и наук.
31 июля 2010 года Том Манкевич, тремя месяцами ранее перенёсший операцию по удалению раковой опухоли поджелудочной железы, умер в своём доме в Лос-Анджелесе.

## Фильмы
- Супермен 2: Режиссерская версия (видео) — сценарист (в титрах не указан), творческий консультант (2006)
- В бреду — режиссёр (1991)
- Сети зла — сценарист, режиссёр (1987)
- Бесконечная погоня — исполнительный продюсер (1987)
- Леди-ястреб — сценарист, консультант (1985)
- Супермен 2 — сценарист, творческий консультант (1980)
- Супермен: The Movie — сценарист, творческий консультант (1978)
- Орёл приземлился (фильм) — сценарист (1976)
- Перевал Кассандры — сценарист (1976)
- Маманя, Бюст и Живчик[англ.] — сценарист (сюжет), продюсер (1976)
- Человек с золотым пистолетом — сценарист (1974)
- Живи и дай умереть — сценарист (1973)
- Бриллианты навсегда — сценарист (1971)
- Приятная поездка[англ.] — сценарист (1968)
- Самый достойный — продюсер (1964)